# Angra dos Reis
Angra dos Reis, amtlich Município de Angra dos Reis, ist eine Stadt an der südlichen Küste des brasilianischen Bundesstaates Rio de Janeiro. Sie liegt 150 Kilometer westlich der Stadt Rio de Janeiro und hat eine Bevölkerung von rund 170.000 Einwohnern.
Angra dos Reis ist die größte Stadt der Costa Verde. Sie liegt im südwestlichen Zipfel des Bundesstaates an der Bucht der Ilha Grande. Sie grenzt an Bananal (SP), Cunha (SP), Mangaratiba, Paraty, Rio Claro und São José do Barreiro (SP). Die Ilha Grande ist Teil des Stadtgebiets.

## Geschichte
Den Namen Angra dos Reis (Bucht der Könige) bekam die Stadt vom Portugiesen André Gonçalves, der am 6. Januar 1502, dem Dreikönigstag, die Region als erster Europäer bereiste. Die Weisen aus dem Morgenland gaben der Stadt wie der gleichnamigen Bucht den Namen. Etwa 50 Jahre später wurde die Gegend der heutigen Städte Angra dos Reis, Paraty und Itaguaí, durch die Europäer kolonisiert.
→ Liste der Präfekten von Angra dos Reis

## Wirtschaft und Hafen

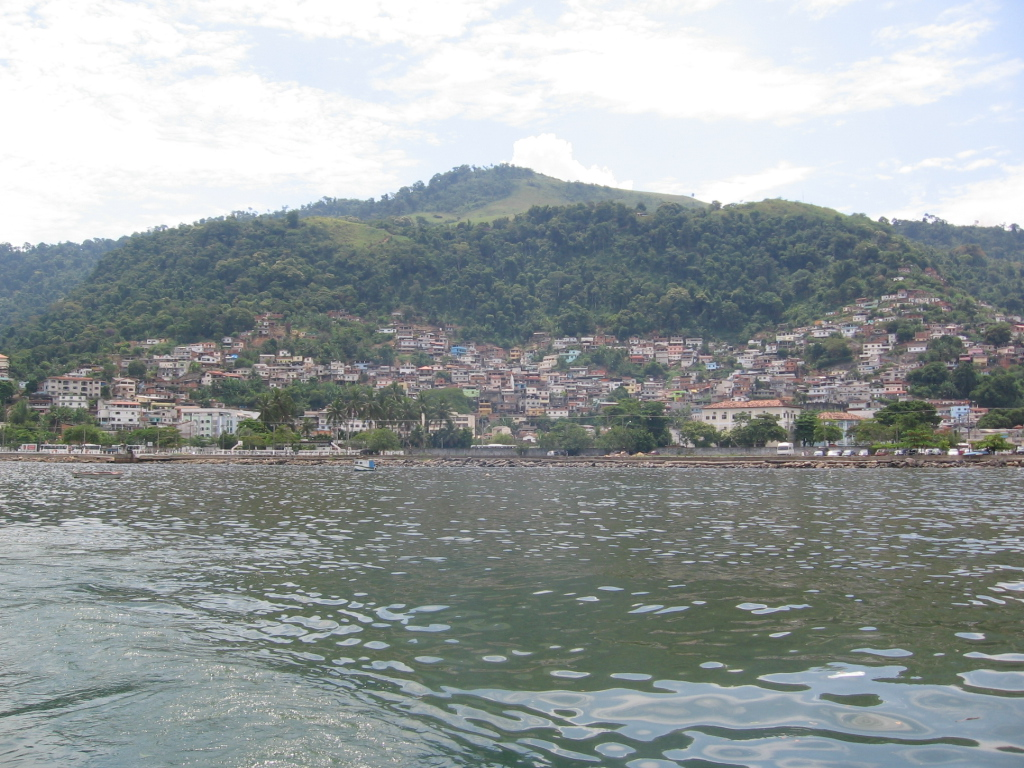
Hafen von Angra dos Reis

Die Stadt diente dann wegen ihrer günstigen Lage als Transithafen für Einwanderer und als Exporthafen für die Produkte des Staates São Paulo, v. a. Kaffee.
Einen Rückschritt bedeutete für Angra dos Reis der Bau von Eisenbahnen von Rio de Janeiro nach São Paulo und Minas Gerais, denn ab diesem Zeitpunkt war der Hafen praktisch bedeutungslos.
Erst als in den 1930er Jahren eine weitere Eisenbahn und eine Straße von Angra dos Reis in Richtung Minas Gerais gebaut wurden, gewann Angra dos Reis seine Bedeutung als Hafen für die Bergbauprodukte aus Minas zurück.
Heute ist die Stadt geprägt durch Industrialisierung. Öltanker legen im Hafen an, die Stadt beheimatet eine Erdölraffinerie und das einzige Kernkraftwerk Brasiliens, Angra Außerdem lebt die Stadt nach wie vor von Hafenaktivitäten, Fischerei und Fischverarbeitung sowie von der Landwirtschaft.
Wachsende Bedeutung kommt auch dem Tourismus zu. Vom Stadtzentrum startet die Fähre zur für den Fremdenverkehr wichtigen Insel Ilha Grande, die etwas über 10 km entfernt liegt und zum Gemeindegebiet von Angra gehört.

## Sehenswertes in Angra dos Reis

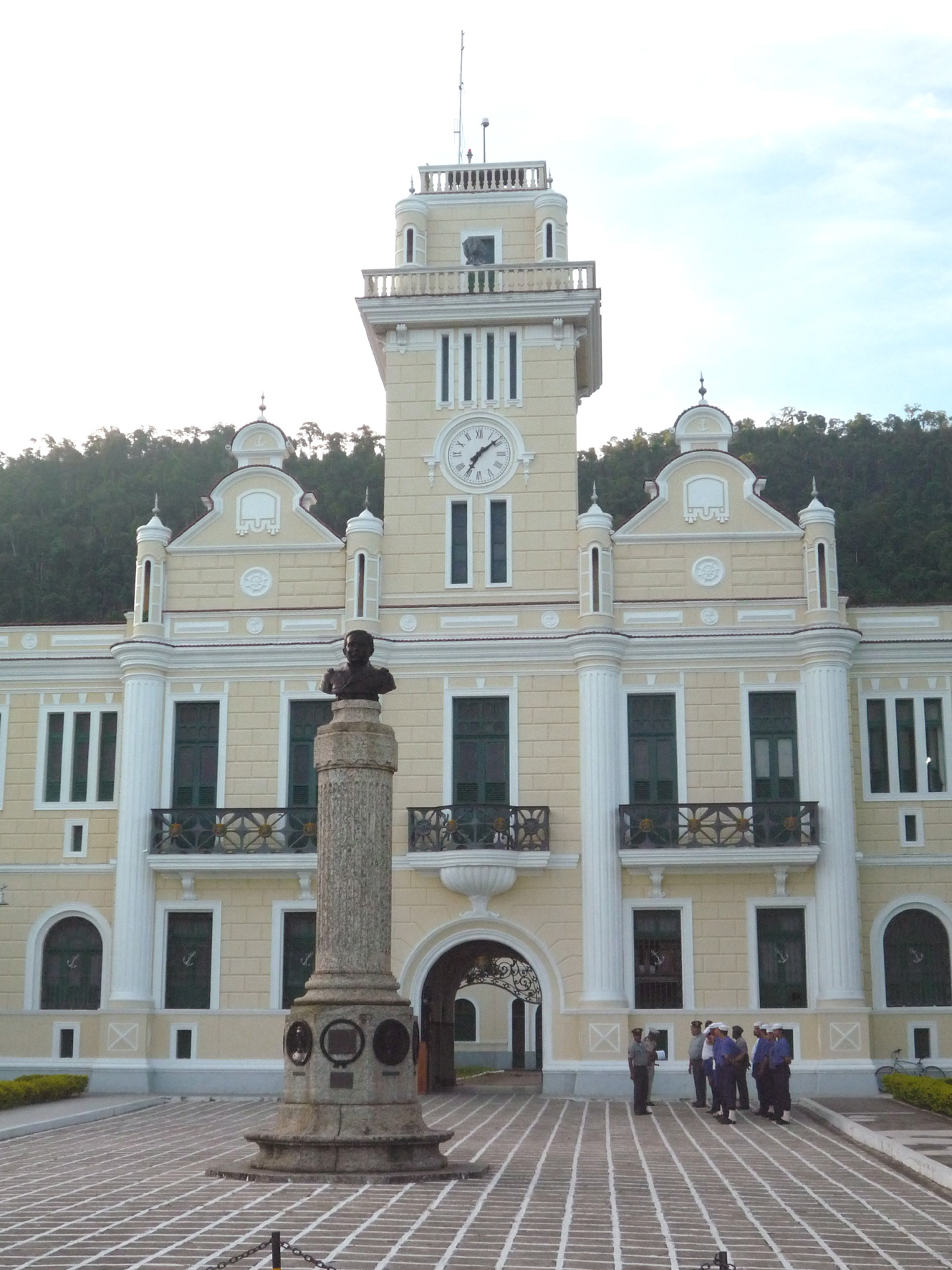
Colégio Naval in Angra dos Reis

Zu den beeindruckendsten Kolonialbauten der Stadt zählt das Kloster Nossa Senhora do Carmo von 1625 an der Praça General Osório, die 1632 erbaute Igreja de Santa Luzia in der Rua do Comercio und das ehemalige Kloster São Bernardino de Sena, das von 1652 bis 1659 auf dem Hügel Santo Antonio errichtet wurde. Von der Anhöhe bietet sich ein herrlicher Blick auf die gesamte Umgebung. Die Pfarrkirche Nossa Senhora da Conceição in der Stadtmitte sowie das Gotteshaus Nossa Senhora da Lapa auf dem Largo da Lapa stammen aus den Jahren 1750 bzw. 1752.

## Persönlichkeiten
- Lauro Travassos (1890–1970), Entomologe, Helminthologe und Hochschullehrer
- Weverton Rangel Ribeiro (* 2002), Fußballspieler